# 田林線
田林線（でんりんせん、ティエンリンシェン）は台湾彰化県田中鎮と二林鎮を結んでいた台湾糖業鉄道の軽便鉄道路線の総称。台湾糖業公司渓州糖廠、後に渓湖糖廠が運営していた。田中二林線、または渓州を境に東を田中線、西を二林線とも称する。

## 路線データ
- 経営管轄：台湾糖業股份有限公司
- 路線距離（営業キロ）：29.3km
- 軌間：762mm
- 駅数：17駅（起終点駅含む。）
- 複線区間：なし（全線単線）
- 電化区間：なし（全線非電化）

## 沿革
元は現在の彰化県濁水渓北岸一帯に開発された林本源製糖によるサトウキビ農園と(p38)、渓州製糖所の工場輸送を兼ねた貨客混合輸送から開始した。最初の10年（1910-1919年）で旅客数は10倍以上となり、1日平均約440人（年間約16万人）の輸送人員があったが、1920年以降は総督府の私設鉄道政策による過当競争や物価上昇に伴う運送費用増加、乗合バスの台頭で大きく落ち込んだ(pp55-57)。1930年代になると国際観光局による観光旅行が推奨され、1935年の台湾博覧会に合わせて日本人の渡航者向けに官鉄（総督府鉄道）との周遊切符が発売されるようになり、沿線でも北斗街、二林庄などが行楽地として日本語でも紹介され、二林から沙山庄（現・芳苑郷）の海水浴場へ連絡バスが運行されるなど観光路線としての性格を強めていき(pp58-60)、1937年には輸送人員318,000人、旅客収入3,906,364円に達した(p77)。日中戦争の激化で台湾でもガソリンの統制が始まり、自動車輸送が縮小するのを尻目に1941年には40万人を超えるなど再度ピークを迎えた(p81)。
農産物輸送では初期は濁水渓の氾濫などで収穫量自体の変動が大きかったが、第一次世界大戦に伴う穀物価格の高騰で輸送量が増大、1919年にはピークを迎え41,637トンに達した。二林事件の影響で路線が塩水港製糖に譲渡されたり、1930年代の自動車の台頭でその後10,000トンまで大きく落ち込んだが、蓬萊米の日本への旺盛な輸出需要でコメ輸送に限ると1939年に40,000トンを記録するなど急成長を遂げた(pp61-62)。
1943年、大日本帝国軍の陸軍中将だった遠藤三郎の提唱により、日本軍は台湾を不沈空母とすべく濁水渓流域に3つの飛行場を整備した。当路線付近に北斗飛行場と二林飛行場が建設され、戦時中は軍事輸送も担うことになった(pp83-85)。
戦後は空襲で壊滅的打撃を受けた虎尾・渓州・渓湖の工場も1947年末に再建され、当路線も台糖の管轄下となった(p91)。
南北平行予備線の計画が始動すると、東方は6.5kmの新線により渓州糖廠二水線（渓州～三塊厝）が南投糖廠二水線（中濁線）と、南方は西螺大橋を含む4kmの新線竣工により渓墘厝で虎尾糖廠西螺線と連結された。
その後台糖の財務悪化により渓州糖廠は渓湖糖廠に統合、旅客輸送もバス事業者の員林客運との競争で劣勢になり1970年で旅客営業が休止となった。貨物輸送もモータリゼーションの発達に抗えず、数々の水害も重なったこともあり、1979年に西螺大橋区間で、1984年には西螺線区間で軌道を撤去し営業範囲を縮小していった(pp113-117)。

## 年表
- 1910年（明治43年）
  - 9月14日 - 林本源製糖営業線として渓州 - 田中央（現・田中）が開業、途中駅は北斗[3](p259)[4]。
  - 12月28日 - 田尾・鎮平・外三塊厝の3駅が開業[3](p259)[5]
- 1912年（大正元年）12月6日 - 渓州～二林延伸開業、途中路口厝、内蘆竹塘、蕃仔田の4駅が開業[3](p259)[6]
- 1914年（大正3年）4月10日 - 内蘆竹塘移転（13.1マイル地点）、田中央移転[7]
- 1923年（大正12年）2月10日 - 外蘆竹塘（後の外竹）が開業[8]。
- 1927年（昭和2年）2月 - 塩水港製糖が林本源製糖を合併、当路線も譲渡される[9]。
- 1931年（昭和6年）1月25日 - ガソリンカー投入により中潭、北勢、渓墘厝、大湾、鹿寮の5駅が新設される[10]。
- 1932年（昭和7年）11月1日 - 北斗・渓州・二林で連絡運輸開始[3](p259)。
- 1945年（昭和20/民国34年）
  - 11月 - 台湾内の事業者を全て接収し、台湾糖業公司の一括運営となる。
  - 12月1日 - 大城線延伸開業[3](p260)。
- 1953年（民国42年）
  - 1月23日 - 西螺大橋開業、西螺南州線・水尾線を介して西螺線へ乗り入れ。
  - 4月25日 - 南北平行予備線の一部となる。
- 1954年（民国43年） - 渓州糖廠（中国語版）を操業停止、渓湖糖廠に統合[11]。
- 1970年（民国59年）11月5日 - 廃止[3]
- 1977年（民国66年） - 田中線軌道撤去[1](p122)[3](p261)。
- 1991年（民国80年）ごろ - 二林線軌道撤去[3](p261)。

## 駅一覧

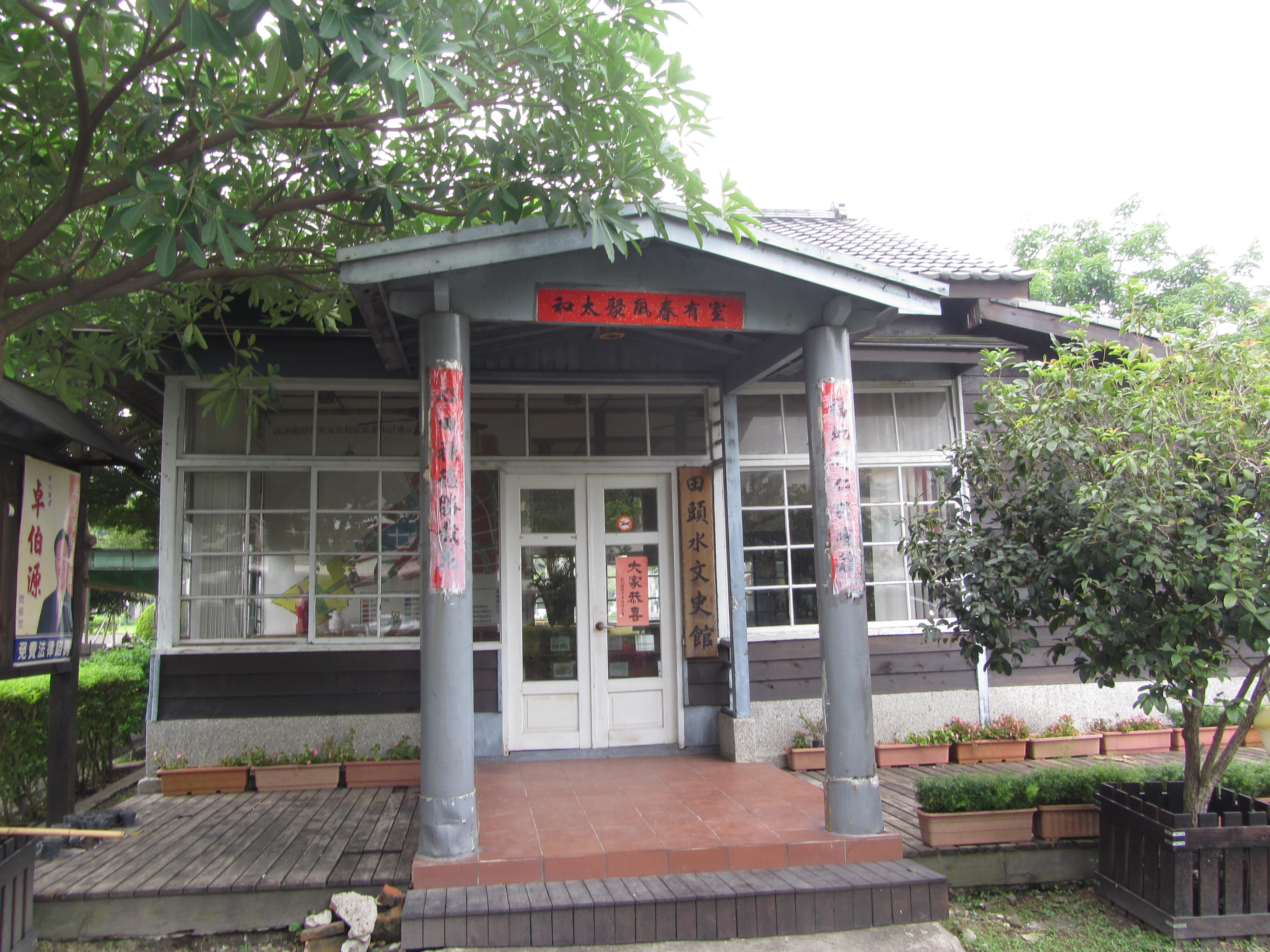
田頭水文史館として使われている台糖田中駅舎

所在地は廃止当時のもの。
| 駅名     | 駅名         | 駅名      | 駅間 キロ | ※ 累計 キロ | 接続路線・備考                                    | 開業日         | 所在地 | 所在地 |
| 日本語   | 繁体字中国語 | 英語      | 駅間 キロ | ※ 累計 キロ | 接続路線・備考                                    | 開業日         | 所在地 | 所在地 |
| -------- | ------------ | --------- | --------- | ----------- | ------------------------------------------------- | -------------- | ------ | ------ |
| 田中駅   | 田中車站     | Tianzhong | 0.0       | 0.0         | 縦貫線 開業時の名称は田中央                       | 1910年9月21日  | 田中鎮 | 彰化県 |
| 中潭駅   | 中潭車站     | Zhongtan  | 0.8       | 0.8         |                                                   | 1931年1月25日  | 田中鎮 | 彰化県 |
| 外三駅   | 外三車站     | Waisan    | 2.8       | 3.6         | 旧称は外三塊厝                                    | 1910年12月29日 | 田中鎮 | 彰化県 |
| 鎮平駅   | 鎮平車站     | Zhenping  | 1.6       | 5.2         |                                                   | 1910年12月29日 | 田尾郷 | 彰化県 |
| 田尾駅   | 田尾車站     | Tianwei   | 2.8       | 8.0         |                                                   | 1910年12月29日 | 田尾郷 | 彰化県 |
| 北斗駅   | 北斗車站     | Beidou    | 1.9       | 9.9         | 西螺南州線                                        | 1910年9月14日  | 北斗鎮 | 彰化県 |
| 北勢駅   | 北勢車站     | Beishi    | 0.5       | 10.4        | 西螺南州線                                        | 1931年1月25日  | 北斗鎮 | 彰化県 |
| 渓州北駅 | 溪州北車站   | Xizhoubei | 1.5       | 11.9        | 西螺南州線 旧称は南州北、北渓州                   | 1952年ごろ     | 渓州郷 | 彰化県 |
| 渓州駅   | 溪州車站     | Xizhou    | 2.1       | 14.0        | 西螺南州線、南北平行予備線 旧称は南州             | 1910年9月21日  | 渓州郷 | 彰化県 |
| 坑厝駅   | 坑厝車站     | Kencuo    | 1.7       | 15.7        | 西螺南州線（水尾線、南北平行予備線） 旧称は渓墘厝 | 1931年1月25日  | 渓州郷 | 彰化県 |
| 中和駅   | 中和車站     | Zhonghe   | 2.1       | 17.8        | 旧称は路口厝                                      | 1912年12月6日  | 埤頭郷 | 彰化県 |
| 樹脚駅   | 樹腳車站     | Shujiao   | 1.9       | 19.7        | 旧称は大湾                                        | 1931年1月25日  | 竹塘郷 | 彰化県 |
| 竹塘駅   | 竹塘車站     | Zhutang   | 1.5       | 21.2        | 旧称は内蘆竹塘                                    | 1912年12月6日  | 竹塘郷 | 彰化県 |
| 鹿寮駅   | 鹿寮車站     | Luliao    | 2.1       | 23.3        |                                                   | 1931年1月25日  | 竹塘郷 | 彰化県 |
| 外竹駅   | 外竹車站     | Waizhu    | 1.6       | 24.9        | 大城線 旧称は外蘆竹塘→外蘆竹                      | 1923年2月10日  | 二林鎮 | 彰化県 |
| 香田駅   | 香田車站     | Xiangtian | 1.4       | 26.3        | 旧称は蕃仔田→番子田                               | 1912年12月6日  | 二林鎮 | 彰化県 |
| 二林駅   | 二林車站     | Erlin     | 3.0       | 29.3        |                                                   | 1912年12月6日  | 二林鎮 | 彰化県 |